# Zborovice
Zborovice – gmina w Czechach, w powiecie Kromieryż, w kraju zlińskim. Według danych z dnia 1 stycznia 2012 liczyła 1575 mieszkańców.
Składa się z dwóch części:
- Zborovice
- Medlov